# Oh Yeah
Oh Yeah — первый CD-сингл британской инди-рок группы The Subways c их дебютной пластинки Young for Eternity.
На песню были сняты два клипа. Оригинальный клип показывает группу играющую в студии Infectious Records. Второе видео было снято после подписания контракта с Warner Bros. В видео группа играет в здании, где девушки с короткими юбками катаются на роликах вокруг них, в то же время показывают кадры где девушки катаются по городу.
Песня звучала в рекламном ролике таблоида The Sun.

## Список композиций
Слова и музыка всех песен — The Subways.
| №  | Название     | Длительность |
| -- | ------------ | ------------ |
| 1. | «Oh Yeah»    | 2:58         |
| 2. | «I Am Young» | 3:48         |

| №  | Название       | Длительность |
| -- | -------------- | ------------ |
| 1. | «Oh Yeah»      | 2:58         |
| 2. | «Take Me Away» | 3:47         |

## Чарт
| Чарты            | Место |
| ---------------- | ----- |
| UK Singles Chart | 25    |